# おかしな転生
『おかしな転生』（おかしなてんせい）は、古流望による日本のライトノベルおよびそれを原作としたメディアミックス作品。イラストは珠梨やすゆき。小説投稿サイト『小説家になろう』にて2015年2月より連載開始され、同年10月よりTOブックスから書籍化されている。当初イラストは結賀さとるだったが、3巻発行時に珠梨やすゆきに変更され、既刊のイラストについても差し替えが行われた。2024年9月時点で電子版を含めたシリーズ累計部数は175万部を突破している。
『おかしな転生 最強パティシエ異世界降臨』というタイトルで飯田せりこ（作画）・富沢みどり（脚本）によりコミカライズされている。コミカライズ版は当初ウェブコミック配信サイト『comicコロナ』にて2017年12月より連載されていたが、同じく『コロナEX』が開設されて以降そちらで掲載されている。またリコリスが主役のスピンオフである『おかしな転生〜リコリス・ダイアリー〜』が、桐井により『コロナEX』にて2023年4月より連載されている。

## あらすじ
日本代表として活躍していたパティシエが世界大会の会場で、その場にあった巨大な物体が自分に倒れて下敷きになるという事故で死亡した。「世界一のケーキを作りたかったな。」という夢を抱いたまま。
辺境の貧乏領主であるモルテールン騎士爵の末子の嫡男であるペイストリー=ミル=モルテールンとして転生した職人は、お菓子を作りたいという一念から、家族や周囲を巻き込んで騒動を引き起こしていく。そんな新たな人生でペイストリーに芽吹いた夢があった。それは、人々を幸せにするお菓子とお菓子作りの国を起ち上げること。

## 登場人物
声の項はテレビアニメ版の声優。

### 主要人物
ペイストリー＝ミル＝モルテールン
声 - 村瀬歩
本作の主人公。モルテールン騎士爵の末子の嫡男。愛称はペイス。前世（声 - 高橋伸也）は母子家庭で不自由な生活を送っていた中で中々買えなかったお菓子に対する憧れや母親がお菓子に喜んでくれたことでパティシエを志した。将来を約束された天才菓子職人だったがパティシエ世界大会での不慮の事故で死亡した。
前世の記憶と、魔法と、お菓子への情熱で、プラウリッヒ神王国に騒動を引き起こしている。
ペイストリーの実績とカセロールの親馬鹿が幸いしてモルテールン領の開発の立役者になっている。おかげでカセロールが軍務と外交に専念できるようになり、ペイストリーは領主代行として領地経営に勤しんでいる。
ペイストリーは領地の治安維持の都合で戦力確保のために7歳で成人の儀を行い、指定した対象物の持つ性質や状態をあらゆるモノに付与・付着などが可能になる「転写」の魔法を使えるようになっている。これは他者が使用する魔法も把握することで転写対象となり、1人に1種類の魔法という原則を逸脱できることからこの事実が知られた際の影響が脅威となりかねないため、関係者以外に対しては写真・印刷の様な魔法という表向きの情報で通している。
前世の姿は顔が真っ黒に塗りつぶされて描写されており、どんな顔かは確認不可能（これは前世の人間全員にいえる）。
カセロール＝ミル＝モルテールン
声 - 土田大
ペイストリーの父。実利主義と柔軟な思考の持ち主である一方で、親馬鹿といわれるほど子煩悩なところがある。
ヴォルトゥザラ王国との戦役での英雄である。その戦役にカセロール＝ベニエは騎士爵家の従士として参戦していた。その戦功により騎士爵に陞爵してモルテールン領を拝領した。モルテールン領がヴォルトゥザラ王国と山脈を挟んで隣接する貧しい開拓地であることから、その運営資金を稼ぐために、瞬間移動の魔法を駆使して傭兵として活動していた。その行動力と戦果から、幽霊騎士、首狩り騎士、大戦の英雄、神出鬼没、逃げ一番、南部指折りの愛妻家、神王国一の親馬鹿などと複数の異名を持つ。
ペイストリーの業績により、騎士爵から、準男爵、男爵、子爵へと陞爵した。男爵に陞爵後にカドレチェク公爵に推挙され、神王国中央軍にある八つの大隊における第二大隊を統括し、第一大隊の指揮官であるスクヮーレを補佐している。
アニエス＝ミル＝モルテールン
声 - 生天目仁美
カセロールの妻で一男五女の母。リハジック家とのトラブルから駆け落ち同然でカセロールと結婚したが、これにより実家の財力を頼れない状況になる。
ジョゼフィーネ＝ミル＝モルテールン
声 - 大久保瑠美
モルテールン騎士爵の五女。愛称はジョゼ。男勝りなところがある。同年代の幼馴染の間ではアイドル的な人気を誇っていた。
ヴィルヴェ
モルテールン騎士爵の長女。愛称はビビ。長女として頼れる女性。夫はハンス＝ミル＝ハースキヴィ騎士爵、後に準男爵。
シルヴィエーラ
モルテールン騎士爵の次女。愛称はシビ。行動力溢れる女性。
ソイレ
モルテールン騎士爵の三女。愛称はソー。大人しいながらも毒舌な女性。
リリアナ
モルテールン騎士爵の四女。愛称はリリ。おっとりとしている割に鋭いところのある女性。
リコリス＝ミル＝フバーレク
声 - 本渡楓
本作のヒロイン。フバーレク辺境伯家の四女。年齢はジョゼフィーネやスクヮーレと同世代で、ペイストリーより5歳程度年上。
姉のペトラの見合いをモルテールン家が取り持って、その際に発生した誘拐事件でリコリスを救出した縁で当時7歳のペイストリーと婚約し、父親のドナシェルの戦死を機に当時9歳のペイストリーと結婚した。
婚約してからまもなく領地での戦争から疎開する名目でモルテールン家に身を寄せており、ペイストリーと仲良くお菓子作りをする姿が家人によく目撃されている。
キャエラ
声 - 金子有希
リコリスの侍女。リコリスが婚約者であった頃には、節度ある交際を守らせることに使命感を持っていた。
クライエス＝ミル＝デトモルト
元デトモルト男爵家の当主でアニエスの父親。デトモルト家とモルテールン家との和解後、モルテールン家に居を移して療養している。

### モルテールン家関係者
シイツ＝ビートウィン
声 - 若林佑
モルテールン家の私兵団団長兼従士長で、カセロールの20年来の戦友。
行使する魔法から「覗き屋」と呼ばれるのを嫌って、若い頃には「暁の覗き屋」、「千里神眼（サウザントゴッドアイズ）のシイツ」といった二つ名を自称していたことがある。
妻はバッツィエン子爵家の側室の娘でターニャスティ＝オンサルダン＝バッツィエン。モルテールン家主催のお見合い大会でターニャスティに結婚をかけて決闘を申し込まれ、当時13歳という自分の孫のような年齢の少女に半裸で襲われて戸惑っているうちに負けてしまい結婚することになる。（この世界では13 - 15歳程度で成人するため40代だと10代の孫がいることも珍しくない。）
コアントロー＝ドロバ
声 - 小西克幸
愛称はコアン。モルテールン家の私兵団副団長。
マルカルロ＝ドロバ
声 - 藤原夏海
愛称はマルク。コアントローの息子でペイストリーの幼馴染。慎重さが足りず、災難を引き起こすこともある。
ペイストリーの幼馴染の一人。これにルミニートを加えた3人で大人たちを悩ましていた。のちにルミニートと結婚した。
クインス＝ドロバ
愛称はクー。コアントローの息子でマルカルロの弟。身体の運動能力が身軽であるのが長所だが、悪戯の盛りで周囲を悩ませている。
グラサージュ＝アイドリハッパ
声 - 小山剛志
愛称はグラス。モルテールン家の土木工事を担当する従士で、ルミニートの父親。
マルクの判断で娘がケガをしたことに腹を立てるが、「責任取って嫁にしろ」と有無を言わせずマルクを未来の結婚相手に指名する。
ルミニート＝アイドリハッパ
声 - 内田真礼
愛称はルミ。ペイストリーの幼馴染。ルミニートはグラサージュの娘で、ラミト、ヤントの二人の兄がいる。
マルカルロと組んでペイストリーの悪だくみによく参加していた。マルカルロのことを気にしており、のちに結婚した。女ながらに一人称は「俺」で性格もサバサバしており、グラスからマルクが将来の婿だと言われても「良いんじゃね？」と全く気にしていなかった。
ラミト＝アイドリハッパ
ナータ商会の下で行商を行いながら情報収集をするモルテールン家で外務担当の従士。ルミニートの兄。ジョゼフィーネに振られて騒動を起こしたことがある。従士になってからはサーニャが気になっている。
ヤント＝アイドリハッパ
ラミトの弟でルミニートの兄。モルテールン家の従士。
トバイアム＝アフーノフ
モルテールン家の治安維持担当の従士。
アーラッチ＝アフーノフ
愛称はアル。トバイアムの息子で、ヤントと同期でモルテールン家の従士になった。
カリーナッチ＝アフーノフ
愛称はカリン。トバイアムの娘でアーラッチの妹。
ダグラッド
モルテールン家の従士。モルテールン家の外務担当の従士。
ニコロ＝ノーノ
声 - 今井文也
モルテールン家の従士。モルテールン家の財務担当の従士。
ジョアノーブ＝トロン
愛称はジョアン。モルテールン家の従士。
コローナ＝ミル＝ハースキヴィ
モルテールン家の従士。
自分より弱い男とは結婚しないと言い張って、恋人も作らず独身で通してきた堅物の武人。口より先に手が出るタイプで、縁談相手の男を公衆の面前で叩きのめして、縁談を破棄した過去がある。その余熱を冷ます意味もあって、18歳の時にモルテールン領に従士として転出した。従士としては出世頭の一人で、新村や新しい開拓地で治安維持をする傍ら、自治に関してもある程度の独自の決裁権を任せられるまでになっている。
デココ＝ナータ
声 - 佐藤悠雅
モルテールン家御用商人。行商人の身からモルテールン領の発展とともに成長して商会を展開するまでになった。
デトマール＝シュトゥック
デココの弟子の行商人。デココが取引している村の村長の四男。
サーニャ
ナータ商会の従業員。ラミトが気になっている。
ホーウッド＝ミル＝ソキホロ
隠れ里であるモルテールン領の西之村にあるモルテールン領立研究所の所長。元は王立ハバルネクス記念研究所汎用魔法研究室の研究主任であったが、ペイストリーの教え子であったデジデリオ＝ハーボンチとともに引き抜いた。

### プラウリッヒ神王国王家
カリソン＝ペクタレフ＝ハズブノワ＝ミル＝ラウド＝プラウリッヒ
第十三代プラウリッヒ神王国国王。
第一王妃がエルゼカーリーで、第二王妃がエミリア。
5人の子供をもうけたが現存者は3名。正室との間に生まれたのは一男一女。嫡男はルニキスで、その姉がニーナである。残る1人は側室との子でプティカーリーである。
第一王子時代に、ヴォルトゥザラ王国との戦役におけるカセロール＝ベニエの功績を認めて、モルテールン領を下賜している。本来であればもっと高い地位を授けたかったが政治的配慮からできず、領地の開発に成功して実績を積んだら改めて陞爵等の褒美を追加することを約束していた。
エルゼカーリー＝ミル＝プラウリッヒ
カリソンの正室でルニキスとニーナの母。
ルニキス＝オーラングッフェ＝ハズブノワ＝ミル＝プラウリッヒ
プラウリッヒ神王国の次期国王。スクヮーレなどと同年代である。
カリソンとしては、中立派でありながら論功が多いペイストリーと、有力貴族の跡継ぎであるスクヮーレに、次期国王であるルニキスを支えてもらいたいと思っている。
オリガ
アルフレード＝ミル＝エンツェンスベルガー辺境伯の娘でルニキスの妻。
オリガはエンツェンスベルガー辺境伯の跡取り娘であったことからセルジャンと婚約していたが、オリガは親が決めた婚約に乗り気ではなかった。ルニキス第一王子の生誕祝賀舞踏会でルニキスに見染められたことからセルジャンとの婚約を解消して、ルニキスの妻となっている。
ニーナ＝マチルディ＝ハズブノワ＝ミル＝プラウリッヒ
ルニキスと同母の姉。
ルニキスの生誕祝賀舞踏会でルニキスのダンスパートナーとして名前が出てきている以外、詳細不明。ルニキスの婚姻時には、既に他家に嫁いだか亡くなったかしており、既に王位継承権を持っていないようである。
エミリア＝ミル＝ウー＝プラウリッヒ
カリソンの側室。軍家の貴族家出身で、派閥的にはモルテールン家と近しいところがある。
プティカーリー
カリソンとその側室との間に生まれた娘。ペイストリーより3歳ほど年下。愛称はプティ。父親譲りのお転婆で、宝冠盗難事件で騒動を起こしてモルテールン家を巻き込んでいる。
ペイストリーをプティカーリーの後見人にして、ペイストリーに男爵位を授けるという発表をカリソンが行ったものの、ペイストリーは辞退している。

### カドレチェク公爵家
エリゼビオ＝ハズブノワ＝ミル＝カドレチェク
声 - 堀内賢雄
カドレチェク公爵家の当主。
カセロールおよびペイストリーに一目を置いている神王国の軍閥の有力者。息子であるプラエトリオに領主の地位を引継ぎを行いつつ、嫡孫のスクヮーレに軍閥での地位を引き継がせるべく地盤固めをしている。
プラエトリオ＝ハズブノワ＝ミル＝カドレチェク
エリゼビオの息子でスクヮーレの父。国政よりも領地経営の方に力を尽くしてきた後、カドレチェク公爵家の当主を引き継いだ。
スクヮーレ＝ミル＝カドレチェク
声 - 加藤渉
カドレチェク公爵の嫡孫。
スクヮーレの成人の祝いの宴にきたペイストリーの魔法で描かれたフバーレク辺境伯家のペトラの容姿を気に入って縁談に応じ、婚約した。この婚約で発生した同盟でカドレチェク公爵家の代表として、フバーレク辺境伯家に援軍として派遣されていた。その時、敵に襲われ窮地に陥ったところをペイストリーが率いるモルテールン家の援軍に救出されている。
寄宿士官学校を首席で卒業後、神王国中央軍第一大隊の指揮官を拝命している。
ペトラ＝ミル＝フバーレク
声 - 奥野香耶
フバーレク辺境伯家の三女。リコリスの双子の姉。後に代替わりしてカドレチェク家の嫡子となったスクヮーレ＝ミル＝カドレチェクの妻となる。

### ボンビーノ子爵家
ウランタ＝ミル＝ボンビーノ
ボンビーノ子爵家当主。
ペイストリーと同い年であるが、家庭の事情で幼くして子爵家当主となった。お家騒動とリハジック子爵家とのトラブルを抱えていたこともあり、問題解決と影響力強化の目的で、自分と同い年で既に武功を上げていたペイストリーに協力を要請した。ペイストリーの協力でボンビーノ家を再興したウランタは、利発なジョゼフィーネを気に入り、ペイストリーの仲介で後にジョゼフィーネと結婚する。
スプレンドーレ＝ミル＝ボンビーノ
ウランタとジョゼフィーネの間に生まれたボンビーノ家の嫡子。

### レーテシュ伯爵家
ブリオシュ＝サルグレット＝ミル＝レーテシュ
声 - 日笠陽子
若くしてレーテシュ伯家を継いでしまったために長きにわたり独身で過ごしていた。ペイストリーの商売敵といえる存在で幾度か問題を引き起こしている。
ペイストリーにセルジャンを紹介され、結婚、三人の娘を持つに至っている。
セルジャン＝クース＝ミル＝オーリヨン
エンツェンスベルガー辺境伯の娘であるオリガと婚約していたが、オリガがルニキスに見染められたため婚約を破棄されている。
ルニキスからオリガへのラブレターの輸送をモルテールン家が請け負ったことと、ペイストリーがフバーレク辺境伯の娘であるリコリスと婚約していたことから、辺境伯の娘と婚約しているという部分からオリガの新しい婚約者がペイストリーであると誤解して、ペイストリーに決闘を申し込んだ。決闘に負けた結果として、セルジャンの貴族としての体面を潰さない形でレーテシュ女伯爵の見合い相手として売られた。後に結婚し、レーテシュ伯家でその武名を轟かせることになった。
コアトン＝エンゲルス
声 - 内田夕夜
レーテシュ伯家の従士長。レーテシュ女伯爵と彼女の少女時代から苦楽を共にし、その結婚や出産を何よりも喜んだ古参の従士。

### フバーレク辺境伯家
ドナシェル＝ミル＝フバーレク
声 - 子安武人
フバーレク辺境伯家の当主。ペイストリーとモルテールン家の将来性を見極めて、半ば騙し討ちの形でペイストリーとリコリスとの婚約を決め、リコリスをモルテールン家に疎開させていた。後に、サイリ王国との戦争で戦死している。
嫡男がルーカス、三女がペトラ、四女がリコリス。
ルーカス＝ミル＝フバーレク
フバーレク辺境伯家の嫡男。ドナシェルの死後家督を継いだ。ペイストリーより7歳ほど年下の娘がいる。
サイリ王国との戦後処理における資金不足から、周辺貴族家からの陰謀でペイストリーとリコリスとの婚約を解消しようとしたものの、モルテールン家からの結納金で事なきを得た。

### その他
ヘルム
声 - 吉野裕行
盗賊団のトップ。賊を率いてモルテールン騎士爵領に攻め入る。
近くの村を焼き払いあとは本村であるザースデンを残すのみだったが、ペイストリーの奇襲の前に賊は壊滅。牢に放り込まれた。捕縛後の様子を見に来たマルクを出し抜いて逃走。一方で助けを求める仲間たちの声には耳も傾けず、一人マルクを人質に逃げようとする。その後、追ってきたペイストリーとの一騎打ちになるが、ペイストリーの「転写」によってペイストリーとマルク両方に逃げられてしまう。
ルハインゴ=アーマイア
声 - 黒田崇矢
アーマイア家当主。
かつてアーマイア家は軍の統括を担うほどの大貴族であったが、敵国と内通していることが判明。その殆どが粛清され、事実上のお家断絶となる。それらを粛清し、代わりにトップへと上り詰めたのがカドレチェク公爵家である。従ってその子孫であるルハインゴはカドレチェク公爵家に大きな恨みを持っていた。
カドレチェク公爵家に復讐するため、ストルーデルを使ってペトラを誘拐する計画を企てる。ペトラがさらわれたとなれば、カドレチェク公爵家の面目は丸つぶれ。さらに自分があたかもペトラを救い出したことにし、ペトラと結ばれようと考えることで、かつてのアーマイア家の繁栄を取り戻そうとした。しかし、実際はストルーデルが誤って妹のリコリスだけでなくペイストリーをも誘拐したため、そのペイストリーの策略で乗り込んできたカセロールたちにより捕縛。繁栄を取り戻すどころか、これにより完全にアーマイア家の未来は閉ざされてしまう。
ストルーデル
声 - 浜田賢二
魔力を持つ賊の頭。金を積まれるとどんな悪事にも手を染める。
ルハインゴの依頼を受け、魔力を用いてペトラの誘拐を計画する。だが勘違いで、実際には妹のリコリスをさらってしまう。そのためルハインゴから「金は出せない」と通告され、怒りのあまりリコリスを殺害して口を封じようとした。最終的にはペイストリーの策で、アーマイア家の周りをカセロールたちに囲まれ八方塞がりの状態に陥る。それでも負けを認めず魔力の力で逃亡を謀ろうとするが、魔力が尽きて万事休す。金を手にするどころか、ルハインゴ共々囚われの身となった。
ルハインゴの依頼の真の目的に気づくなど地頭は良い。

## 用語・世界観
プラウリッヒ神王国
南大陸に覇を唱える大国。
モルテールン騎士爵領
南大陸にあるプラウリッヒ神王国の南部の西部辺境。隣国のヴォルトゥザラ王国と山脈を挟んで対峙している乾燥した盆地。
領都はザースデン。もともとは、本村であるザースデンと、西の村であるコッヒェンと、東の村であるキルヒェンの三つの村からなっていたが、盗賊による襲撃で本村以外の村を廃村にした。その後に復興事業として新規に新村であるル・ミロッテを開拓している。
リプタウアー騎士爵領
モルテールン騎士爵領の東に隣接する領地で、後にモルテールン家が男爵に任じられた時にモルテールン男爵領に編入された。
レーテシュ伯爵領
プラウリッヒ神王国の南部のまとめ役になっているレーテシュ伯爵家の領地。海賊出身の貴族家として海洋交易で力を奮っている。
ボンビーノ子爵領
海沿いの領地。リハジック子爵家とトラブルを抱えていた。
エンツェンスベルガー辺境伯領
プラウリッヒ神王国の北部にあって、ナヌーテック王国と国境を接している。
エレセ・ヤ・サイリ王国
プラウリッヒ神王国のフバーレク辺境伯領とエレセ・ヤ・サイリ王国ルトルート辺境伯領は隣接しており、長年戦争の火種になっていた。
アナンマナフ聖国
プラウリッヒ神王国とケレスーパ海という地中海を挟んで隣接している国。
ナヌーテック王国
プラウリッヒ神王国の北側にあり、国王はアーフミド・ジョモ・グワン三世。
エンツェンスベルガー辺境伯領に攻め入り、ジュジャブ・サミ・ゴビュウ一等爵が後方攪乱のためにスプレンドーレ＝ミル＝ボンビーノの暗殺を試みたことでモルテールン家の怒りを買って大損害を出した。

## 既刊一覧

### 小説
- 古流望（著）・珠梨やすゆき（イラスト）、TOブックス、既刊28巻（2025年2月15日現在）
  - 『おかしな転生I アップルパイは笑顔と共に』2015年11月1日第1刷発行日（10月20日発売[13]）、ISBN 978-4-86472-428-9 (2018年4月頃の版よりイラストレータ変更[6])
  - 『おかしな転生II 蜂蜜の月』2015年12月1日第1刷発行日（11月20日発売[14]）、ISBN 978-4-86472-501-9 (2018年4月頃の版よりイラストレータ変更[6])
  - 『おかしな転生III パンプキンパイと恋の好敵手』2016年8月1日第1刷発行日（7月10日発売[15]）、ISBN 978-4-86472-501-9
  - 『おかしな転生IV 家出息子はフルーツ味』2016年9月1日第1刷発行日（8月10日発売[16]）、ISBN 978-4-86472-502-6
  - 『おかしな転生V レーズンパンの恋模様』2016年12月1日第1刷発行日（11月10日発売[17]）、ISBN 978-4-86472-536-1
  - 『おかしな転生VI 糖衣菓子は争いの元』2017年4月1日第1刷発行日（3月10日発売[18]）、ISBN 978-4-86472-563-7
  - 『おかしな転生VII 婚約破棄には焼き菓子を』2017年8月1日第1刷発行日（7月10日発売[19]）、ISBN 978-4-86472-596-5
  - 『おかしな転生VIII 幸せを呼ぶスイーツ』2018年1月1日第1刷発行日（2017年12月9日発売[20]）、ISBN 978-4-86472-637-5
  - 『おかしな転生IX 戦いはフルーツに合わせて』2018年4月1日第1刷発行日（3月10日発売[21]）、ISBN 978-4-86472-660-3
    - 『ドラマCD＆書き下ろし短編付き』2018年4月1日第1刷発行日（3月10日発売[22]）、ISBN 978-4-86472-659-7

  - 『おかしな転生X 片思いにはラズベリーを』2018年8月1日第1刷発行日（7月10日発売[23]）、ISBN 978-4-86472-703-7
  - 『おかしな転生XI 詐欺師は焼き菓子と共に』2018年12月1日第1刷発行日（11月10日発売[24]）、ISBN 978-4-86472-750-1
  - 『おかしな転生XII 学生たちには飴と鞭』2019年8月1日第1刷発行日（7月10日発売[25]）、ISBN 978-4-86472-835-5
  - 『おかしな転生XIII 綿飴の恋模様』2019年9月1日第1刷発行日（8月10日発売[26]）、ISBN 978-4-86472-836-2
  - 『おかしな転生XIV 空飛ぶチョコレート・パイ〜Pie in the sky〜』2020年2月1日第1刷発行日（1月10日発売[27]）、ISBN 978-4-86472-895-9
  - 『おかしな転生XV 〜ドラゴンはフルーツがお好き〜』2020年6月1日第1刷発行日（5月9日発売[28]）、ISBN 978-4-86472-978-9
  - 『おかしな転生XVI 陰謀は黒くてほろ苦く』2020年12月1日第1刷発行日（11月10日発売[29]）、ISBN 978-4-86699-072-9
  - 『おかしな転生XVII 復活の卵〜イースター・エッグ〜』2021年4月1日第1刷発行日（3月10日発売[30]）、ISBN 978-4-86699-167-2
  - 『おかしな転生XVIII イチゴタルトは涙味』2021年9月1日第1刷発行日（8月10日発売[31]）、ISBN 978-4-86699-295-2
  - 『おかしな転生XIX 暗闘のフィナンシェ』2022年1月1日第1刷発行日（2021年12月20日発売[32]）、ISBN 978-4-86699-384-3
  - 『おかしな転生XX スイーツは春を告げる』2022年6月1日第1刷発行日（5月10日発売[33]）、ISBN 978-4-86699-505-2
  - 『おかしな転生XXI スイーツと冷たい関係』2022年9月1日第1刷発行日（8月10日発売[34]）、ISBN 978-4-86699-574-8
  - 『おかしな転生XXII 蜜蝋は未来を照らす』2023年2月1日第1刷発行日（1月10日発売[35]）、ISBN 978-4-86699-732-2
  - 『おかしな転生XXIII ふわふわお菓子は二度美味しい』2023年5月1日第1刷発行日（4月10日発売[36]）、ISBN 978-4-86699-806-0
  - 『おかしな転生XXIV アイスクリームはタイミング』2023年7月10日発売[37]、ISBN 978-4-86699-870-1
    - 『ドラマCD2＆書き下ろし短編付き』 2023年7月10日発売[38]、ISBN 978-4-86699-871-8

  - 『おかしな転生XXV お宝探しは南国の味』2023年10月10日発売[39]、ISBN 978-4-86699-968-5
  - 『おかしな転生XXVI オランジェットは騒乱の香り』2024年4月15日発売[40]、ISBN 978-4-86794-158-4
  - 『おかしな転生XXVII 優しいくちどけは戦いのあとに』2024年9月20日発売[41]、ISBN 978-4-86794-315-1
  - 『おかしな転生XXVIII 読書のお供はフルーツサンド』2025年2月15日発売[42]、ISBN 978-4-86794-462-2

### 漫画
- 古流望（原作）・珠梨やすゆき（キャラクター原案）・飯田せりこ（作画）・富沢みどり（脚本） 『おかしな転生 最強パティシエ異世界降臨』 TOブックス〈コロナ・コミックス〉、既刊12巻（2025年2月15日現在）
  1. 2018年8月1日第1刷発行（同日発売[43]）、ISBN 978-4-86472-721-1
  2. 2018年12月1日第1刷発行（同日発売[44]）、ISBN 978-4-86472-756-3
  3. 2019年7月1日第1刷発行（同日発売[45]）、ISBN 978-4-86472-832-4
  4. 2020年2月1日第1刷発行（1月20日発売[46]）、ISBN 978-4-86472-894-2
  5. 2020年9月1日第1刷発行（8月15日発売[47]）、ISBN 978-4-86699-034-7
  6. 2021年4月1日第1刷発行（同日発売[48]）、ISBN 978-4-86699-171-9
  7. 2021年12月1日第1刷発行（同日発売[49]）、ISBN 978-4-86699-383-6
  8. 2022年9月1日第1刷発行（8月16日発売[50]）、ISBN 978-4-86699-575-5
  9. 2023年1月14日発売[51]、ISBN 978-4-86699-736-0
  10. 2023年8月15日発売[52]、ISBN 978-4-86699-920-3
  11. 2024年4月15日発売[53]、ISBN 978-4-86794-150-8
  12. 2025年2月15日発売[54]、ISBN 978-4-86794-450-9
- 古流望（原作）・珠梨やすゆき（キャラクター原案）・桐井（作画） 『おかしな転生〜リコリス・ダイアリー〜』 TOブックス〈コロナ・コミックス〉、既刊1巻（2023年9月15日現在）
  1. 2023年9月15日発売[55]、ISBN 978-4-86699-943-2

## メディア展開

### ドラマCD
小説9巻および小説24巻の特装版にはドラマCDが同梱されている。
キャスト
- ぺイストリー - 村瀬歩
- カセロール - 土田大
- リコリス - 本渡楓
- ジョゼフィーネ - 大久保瑠美
- ビターテイスト - 石川界人
- アニエス - 生天目仁美
- ウランタ - 山下大輝
- セルジャン - 古川慎
- シイツ - 若林佑
- ガラガン - 浜田洋平
- スクヮーレ - 加藤渉

### 舞台

#### おかしな転生 -おいしい笑顔の作り方-
2020年12月3日から6日まで『おかしな転生 -おいしい笑顔の作り方-』のタイトルでラゾーナ川崎プラザソルを会場にした舞台公演が行われ、後にリトル堂からDVD化され販売された。
キャスト（舞台）
- ペイストリー - 笹翼[59]
- エーベルト - 沖津海友[59]
- リコリス - 倉持聖菜[59]
- オルフェ - 氏家蓮[59]
- シイツ - 佑太[59]
- アニエス - 有馬綾香[59]
- レーテシュ伯 - 夏陽りんこ[59]
- ジョゼフィーネ - 大野愛[59]
- マルカルロ - 桜樹舞都[59]
- スクヮーレ - KENTO（First place）[59]
- ペトラ - 岡田千優季[59]
- キャエラ - 豊川久仁[59]
- ルミニート - 来実あすか[59]
- フバーレク - 春見しんや[59]
- 司祭 - 金井勝実[59]
- ヘルム - 山田陽大[59]
- ルハインゴ - 遠藤佑哉[59]
- コアトン - 坂田大夢[59]
- ストルーデル - 立花廉[59]
- アンサンブル - 九十九康貴・野島匡矢・柴太雅[59]
- カドレチェク - 中山佳大[59]
- カセロール - 薫太[59]

スタッフ
- 原作 - 古流望[59]
- キャラクター原案 - 珠梨やすゆき[59]
- 脚本監修 - 西瓜すいか[59]
- 総合演出 - 安藤亮司[59]
- 脚本 - 差異等たかひ子[59]
- 演出 - 尾崎真一[59]

#### おかしな転生 -アップルパイは笑顔とともに-
2023年3月8日から12日まで『おかしな転生 -アップルパイは笑顔とともに-』のタイトルでCBGKシブゲキ!!を会場にした舞台公演が行われた。
キャスト（舞台2）
- ペイストリ― - 黒澤美澪奈[61]
- マルク - 飯田里穂[61]
- アニエス - 出口亜梨沙[61]
- カセロール - 間島和奏[61]
- シイツ - 相澤瑠香[61]
- ルミ - 八木ましろ[61]
- クー - 花井円香[61]
- アンサンブル - 十彩珠妃[61]、渡辺梨世[61]、星野翼[61]
- ジョゼフィーネ - 平松可奈子[61]

スタッフ（舞台2）
- 原作 - 古流望[61]
- キャラクター原案 - 珠梨やすゆき
- 脚本 - 西瓜すいか[61]
- 演出 - 篠目ゆき[61]
- プロデューサー - 神田明子
- 製作 - TOブックス 企画製作部
- 照明 - 今中一成[60]
- 音響 - ilanda.va[60]
- ヘアメイク - 成谷充未[60]
- 衣装 - 真野真由美[60]
- 振り付け - 新木美優[60]

### テレビアニメ
2022年8月にテレビアニメ化が発表され、2023年7月から9月までテレビ東京ほかにて放送された。

#### スタッフ（テレビアニメ）
- 原作 - 古流望[9]
- 原作イラスト - 珠梨やすゆき[9]
- 監督 - 葛谷直行[9]
- シリーズ構成・脚本 - 広田光毅[9]
- キャラクターデザイン - 宮川知子[9]
- プロップデザイン - 棚沢隆、樋口純一、佐藤優美、渕脇泰賀
- 美術監督 - 秋葉みのる
- 色彩設計 - 古賀遼也
- 撮影監督 - 五十嵐慎一
- 編集 - 三宅圭貴
- 音響監督 - 渡辺淳
- 音響効果 - 今野康之
- 音楽 - 中村博[9]
- 音楽制作 - イマジン
- 音楽協力 - テレビ東京ミュージック
- チーフプロデューサー - 小山倫良
- プロデューサー - 峯岸凱、臼井久人、大野亮介、金庭こず恵、荒牧大輔、外川明宏、村上拓人、小澤文啓
- アニメーションプロデューサー - 小竿俊一、釋迦郡卓
- アニメーション制作 - SynergySP[9]
- アニメーション制作協力 - スタジオコメット[9]
- 製作 - おかしな転生製作委員会

#### 主題歌
「Brand new day」
sana（sajou no hana）によるオープニングテーマ。作詞はPA-NON、作曲はTsubasa、編曲は渡辺拓也。
「風味絶佳」
YuNiによるエンディングテーマ。作詞はYUC'e、作曲・編曲はNor。

#### 各話リスト
| 話数   | サブタイトル                 | 絵コンテ          | 演出         | 作画監督                                                                       | 総作画監督            | 初放送日      |
| ------ | ---------------------------- | ----------------- | ------------ | ------------------------------------------------------------------------------ | --------------------- | ------------- |
| 第1話  | 夢はお菓子の国               | 葛谷直行          | 佐藤まさふみ | 加藤壮 野本正幸                                                                | 宮川知子              | 2023年 7月4日 |
| 第2話  | パティシエと領地防衛戦       | 湖山禎崇          | 湖山禎崇     | 手島典子 原田峰文 上原史也                                                     | 徳永さやか 高橋はつみ | 7月11日       |
| 第3話  | アップルパイは笑顔と共に     | 葛谷直行          | 渡辺正彦     | 夜雨静 魏旭龍 関鵬 陳洁琼 周佩明 徐闖                                          | 徳永さやか 高橋はつみ | 7月18日       |
| 第4話  | 辛口交渉と甘い焼き菓子       | 葛谷直行          | 鈴木恭兵     | Min Suk Hyeon Young Mi Yoon Hui Yeong Shim Myeong Ju Kim Hyeon Ok Park Hye Ran | 宮川知子              | 7月25日       |
| 第5話  | 甘いお見合い写真と双子の令嬢 | きみやしげる      | 佐藤まさふみ | 加藤壮 野本正幸                                                                | 徳永さやか 高橋はつみ | 8月1日        |
| 第6話  | 謀略と泡立つ心               | 大宅光子 葛谷直行 | 森義博       | 山内則康 鈴木捺世 夜雨静 王培非 李嘉泉 陈娇娇                                  | 徳永さやか 高橋はつみ | 8月8日        |
| 第7話  | 愛しき笑顔に焼き菓子を       | 湖山禎崇          | 亜蘭酢飯     | Oh yang hyun Son kil young Park mi hyun Kim dae jung                           | 宮川知子 高橋はつみ   | 8月15日       |
| 第8話  | お菓子に蜂蜜、村に貯水池     | 佐藤友一          | 渡辺正彦     | 櫻井拓郎 夜雨静 魏旭龍                                                         | 高橋はつみ 徳永さやか | 8月22日       |
| 第9話  | 甘いか苦いか？新茶試飲会     | 石山タカ明        | 黒田晃一郎   | 加藤壮 渡辺真紗子                                                              | 高橋はつみ 徳永さやか | 8月29日       |
| 第10話 | 愛の林檎と悲しき戦雲         | きみやしげる      | 徐恵眞       | Lee Seok Yoon Lee Jong Kook Shim Myeong Ju                                     | 宮川知子              | 9月5日        |
| 第11話 | 援軍とほろ苦い初陣           | 佐藤まさふみ      | 大西景介     | 國井実可子 水野友美子 山内玲奈 櫻井拓郎 夜雨静                                 | 高橋はつみ 徳永さやか | 9月12日       |
| 第12話 | 慰めの味タルト・タタン       | 葛谷直行          | 葛谷直行     | 加藤壮 渕脇泰賀 渡辺真紗子 JW.Kim JY.Park BS.Lee                               | 宮川知子              | 9月19日       |

#### 放送局
| 放送期間                 | 放送時間                     | 放送局             | 対象地域   | 備考                                 |
| ------------------------ | ---------------------------- | ------------------ | ---------- | ------------------------------------ |
| 2023年7月4日 - 9月19日   | 火曜 1:30 - 2:00（月曜深夜） | テレビ東京         | 関東広域圏 |                                      |
|                          | 火曜 2:35 - 3:05（月曜深夜） | テレビ愛知         | 愛知県     |                                      |
|                          | 火曜 21:30 - 22:00           | AT-X               | 日本全域   | CS放送 / 字幕放送 / リピート放送あり |
| 2023年7月5日 - 9月20日   | 水曜 0:30 - 0:59（火曜深夜） | BSテレ東           | 日本全域   | BS/BS4K放送                          |
|                          | 水曜 1:24 - 1:54（火曜深夜） | 秋田放送           | 秋田県     |                                      |
| 2023年7月6日 - 9月21日   | 木曜 1:30 - 2:00（水曜深夜） | 北陸放送           | 石川県     |                                      |
| 2023年7月7日 - 9月22日   | 金曜 2:00 - 2:30（木曜深夜） | 鹿児島テレビ       | 鹿児島県   |                                      |
| 2023年7月9日 - 9月24日   | 日曜 2:13 - 2:43（土曜深夜） | 静岡放送           | 静岡県     | 『スーパーアニメ6区』枠              |
| 2023年7月15日 - 10月7日  | 土曜 1:53 - 2:23（金曜深夜） | テレビユー福島     | 福島県     |                                      |
|                          |                              | チューリップテレビ | 富山県     | [ 67 ]                               |
| 2023年7月15日 - 10月14日 | 土曜 1:55 - 2:25（金曜深夜） | IBC岩手放送        | 岩手県     |                                      |
| 2023年7月19日 - 9月27日  | 水曜 1:00 - 1:30（火曜深夜） | 東北放送           | 宮城県     | 『寝られなアニメ』枠                 |
| 2023年7月22日 -          | 土曜 1:53 - 2:23（金曜深夜） | テレビユー山形     | 山形県     | [ 注 2 ]                             |
| 2023年7月28日 -          | 金曜 0:05 - 0:35（木曜深夜） | テレビ和歌山       | 和歌山県   |                                      |
| 2023年7月29日 -          | 土曜 1:53 - 2:23（金曜深夜） | 新潟放送           | 新潟県     | 『BSN アニメ』枠                     |
| 2023年7月31日 -          | 月曜 1:20 - 1:50（日曜深夜） | テレビ山梨         | 山梨県     | 『ネムラセナイト』枠                 |
| 2023年8月19日 -          | 土曜 1:53 - 2:23（金曜深夜） | 熊本放送           | 熊本県     |                                      |

| 配信開始日   | 配信時間                   | 配信サイト                                                           | 備考                    |
| ------------ | -------------------------- | -------------------------------------------------------------------- | ----------------------- |
| 2023年7月4日 | 火曜 2:00（月曜深夜） 更新 | U-NEXT アニメ放題                                                    | 第2話より地上波先行配信 |
| 2023年7月4日 | 火曜 2:00（月曜深夜） 更新 | dアニメストア                                                        | 地上波同時配信          |
| 2023年7月7日 | 金曜 12:00 更新            | ABEMA DMM TV FOD バンダイチャンネル Hulu Prime Video                 |                         |
| 2023年7月8日 | 土曜 0:00（金曜深夜） 更新 | J:COMオンデマンド メガパック milplus TELASA auスマートパスプレミアム |                         |

| テレビ東京 火曜 1:30 - 2:00（月曜深夜）                   | テレビ東京 火曜 1:30 - 2:00（月曜深夜） | テレビ東京 火曜 1:30 - 2:00（月曜深夜） |
| 前番組                                                    | 番組名                                  | 次番組                                  |
| --------------------------------------------------------- | --------------------------------------- | --------------------------------------- |
| 絆のアリル ファーストシーズン - ※アニマックスが製作に参加 | おかしな転生                            | 聖剣学院の魔剣使い - ※BSフジ製作        |

#### BD / DVD
| 巻  | 発売日         | 収録話         | 規格品番  | 規格品番  |
| 巻  | 発売日         | 収録話         | BD        | DVD       |
| --- | -------------- | -------------- | --------- | --------- |
| BOX | 2023年12月22日 | 第1話 - 第12話 | KWXA-2958 | KWBA-2959 |

### ゲーム
CTWがゲームプラットフォーム「G123」において『おかしな転生 スイートユートピア』を2023年11月16日より配信開始。